# Herb gminy Węgierska Górka

Herb gminy Węgierska Górka do 2014 roku

Herb gminy Węgierska Górka – jeden z symboli gminy Węgierska Górka, autorstwa Kamila Wójcikowskiego i Roberta Fidury, ustanowiony 30 czerwca 2014.

## Wygląd i symbolika
Herb przedstawia na tarczy w polu czerwonym, na trójwzgórzu zielonym, postać szlachcica węgierskiego o wąsach i włosach czarnych, w stroju błękitnym, pasie i butach czarnych, w czapce błękitnej z piórami i wyłogiem czarnymi, takąż pochwą szabli u lewego boku, trzymającego w prawicy przed sobą wyciągniętą szablę srebrną z jelcem złotym w skos lewy, w lewicy lejce, siedzącego na koniu kroczącym srebrnym z takimiż lejcami, uprzężą, siodłem i popręgiem, z kopytami, grzywą, i ogonem złotymi.
Postać węgierskiego szlachcica w charakterystycznym stroju, umieszczonego na zielonym trójwzgórzu i w błękitnym polu silnie nawiązuje do Węgier jako kraju oraz do herbu Węgier. Takie nawiązanie jest ilustracją legendy, wedle której nazwa Węgierska Górka ma pochodzić od miejsca obronnego, umocnionego przeciw Węgrom. Postać nieokreślonego bliżej jeźdźca widniała także na pieczęci wsi Cięcina, na której gruntach powstała Węgierska Górka.

## Historia
Do roku 2014, Węgierska Górka używała herbu przedstawiającego na ozdobnym kartuszu dzielonym w słup w polu czerwonym pół Orła Białego, w polu zielonym pół Krzyża Grunwaldu. Herb ten nawiązywał do walk pod Węgierską Górką w czasie Kampanii wrześniowej. Niestety herb ten był niepoprawny, błędami było użycie godła państwowego w herbie gminy oraz odznaczenia bezpośrednio w tarczy. Tworząc nowy herb gminy rozważano zaprojektowanie kompilacji znaków pieczętnych wszystkich trzech wsi wchodzących w skład gminy, tj. Cięciny, Ciśca i Żabnicy. Ostatecznie jednak przyjęto znak nawiązujący jedynie do godła Cięciny. 